# 北条氏平
北条 氏平（ほうじょう うじひら）は、江戸時代前期から中期の旗本。

## 略歴
- 承応3年（1654年）：書院番
- 延宝9年（1681年）：江戸北町奉行
- 延宝9年（1681年）：従五位下・安房守に叙任
- 元禄6年（1693年）：留守居
- 元禄8年（1695年）2月 ：側衆
- 元禄8年5月 ：留守居年寄